# انتشارات دانشگاه هاوایی
انتشارات دانشگاه هاوایی یک انتشارات دانشگاهی وابسته به دانشگاه هاوایی است که در سال ۱۹۴۷، با هدف پیشبرد و اشاعه بورس تحصیلی و انتشار موضوعات پژوهشی در همهٔ رشته‌های علوم انسانی و علوم طبیعی و اجتماعی در مناطق آسیا و اقیانوس آرام تأسیس شد. علاوه بر جزوه و مقالات علمی، موضوعات منتشر شده شامل مواد آموزشی و آثار مرجع مانند فرهنگ لغت، متون زبان،اطلس‌ها و دائرةالمعارف نیز هست.